# 城堡区 (威尼斯)

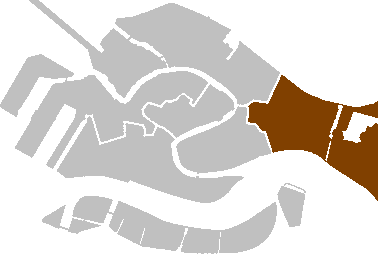
位置

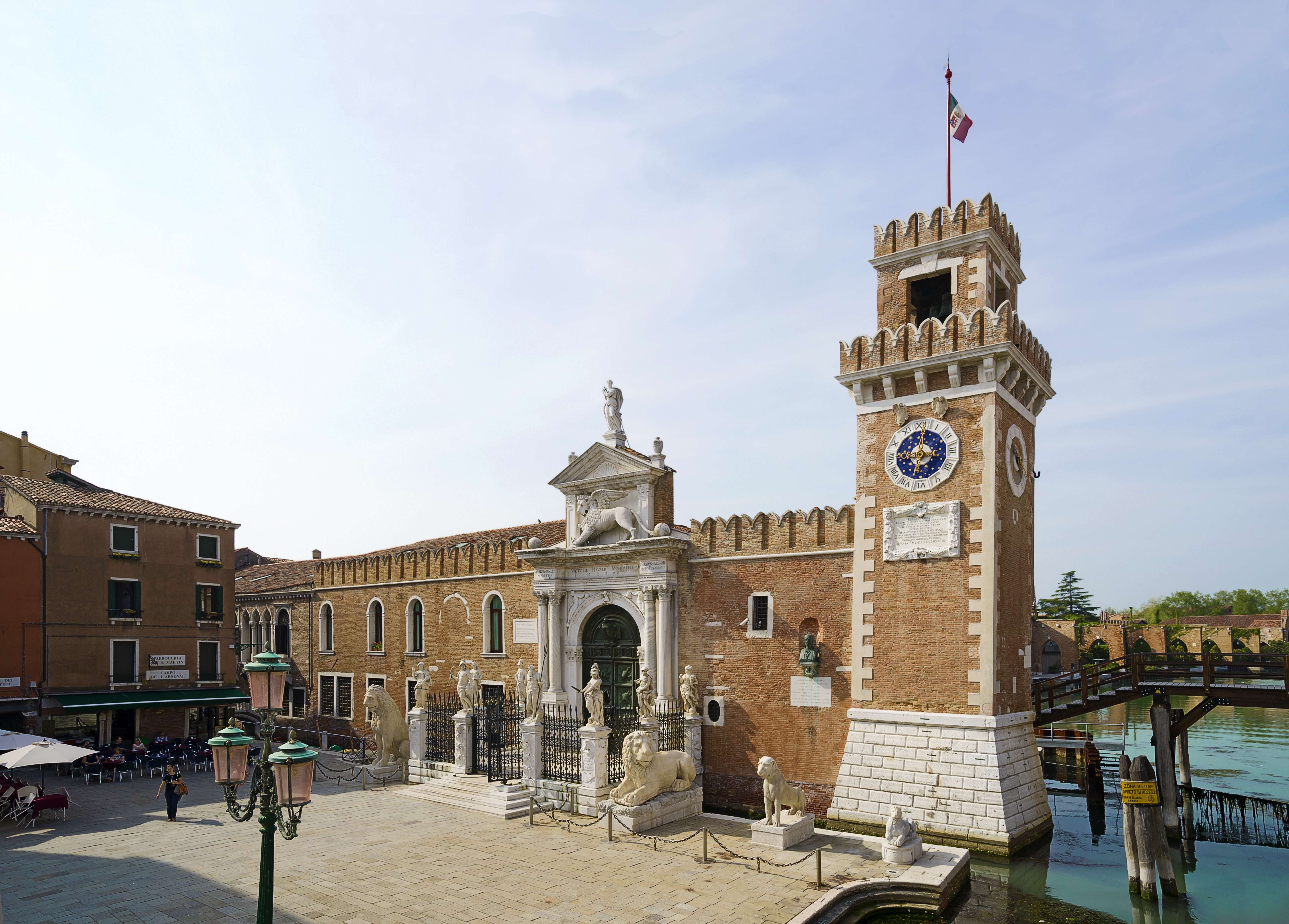
Campo de l'Arsenal

城堡区（Castello）是意大利威尼斯六个区中最大的一个。该区自13世纪围绕当时欧洲最大的海军船坞军械库（Arsenale）成长起来。
城堡区景点有城堡区圣伯多禄圣殿（Basilica di San Pietro di Castello）、圣马可会堂（Scuola di San Marco）、圣若望及保禄圣殿、斯拉夫的圣乔治会堂（Scuola di San Giorgio degli Schiavoni）、希腊圣乔治堂（San Giorgio dei Greci）、至美圣玛利亚广场（Campo Santa Maria Formosa）、仁慈堂（La Pietà）和圣匝加利亚堂。
45°26′08.52″N 12°20′54.60″E / 45.4357000°N 12.3485000°E